# فرودگاه نامور-سوارلی
فرودگاه نامور-سوارلی (به انگلیسی: Namur-Suarlee Airport) یک فرودگاه همگانی با کد یاتا QNM است که یک باند فرود چمن دارد و طول باند آن ۶۷۵ متر است. این فرودگاه در شهر نمور (بلژیک) کشور بلژیک قرار دارد و در ارتفاع ۱۸۱ متری از سطح دریا واقع شده‌است.